# Cela 211
Cela 211 (em castelhano:  Celda 211) é um filme franco-espanhol de 2009, dos gêneros ação, drama e suspense, dirigido por Daniel Monzón, com roteiro de Daniel Monzón e Jorge Guerricaechevarría baseado no romance homônimo do jornalista Francisco Pérez Gandul.
Celda 211 conquistou oito prêmios Goya, inclusive de melhor filme, melhor ator e melhor diretor.[carece de fontes?]
Em 15 de setembro de 2010 o filme foi pré-selecionado para representar a Espanha nos prêmios Oscar, junto com Lope de Andrucha Waddington e También la lluvia de Icíar Bollaín. Ao final o último filme foi escolhido pela Academia de Cinema Espanhola como representante do país.

## Sinopse
Quando Juan Oliver (Alberto Ammann) é contratado como funcionário prisional, ocupa o seu posto de trabalho um dia antes para conhecer as instalações e ambiente da prisão. Um vez ali, e devido às más condições em que se encontra o velho edifício, recebe uma pancada na cabeça e fica inconsciente. Nesse mesmo instante, os presos iniciam um motim. Os colegas de Juan, sem saber o que fazer para salvar suas vidas, o abandonam na cela 211 e fogem. Quando acorda e entende o que está se passando ele decide fingir que é um preso e inventa uma história: está ali por ter cometido um assassinato de primeiro grau e precisa cumprir uma pena de dezenove anos. Um preso o apresenta para o líder dos revoltosos, Malamadre (Luis Tosar), que ver em Juan um bom aliado.
Em vingança pelo ocorrido, os policiais decidem contar ao Malamadre a verdade: Juan no é nenhum detento, mas sim um agente penitenciário que ficou preso no complexo. Mas nesta altura, esta revelação já não parece surpreender, pois a explosão de sentimentos e valores da situação faz aflorar o bem e o mal de cada personagem.

## Elenco
- Luis Tosar ... Malamadre
- Alberto Ammann ... Juan Oliver
- Antonio Resines ... Utrilla
- Marta Etura ... Elena Vázquez
- Carlos Bardem ... Apache
- Manuel Morón ... Ernesto Almansa
- Luis Zahera ... Releches
- Vicente Romero ... Tachuela
- Fernando Soto ... Armando Nieto
- Félix Cubero ... Germán
- Manolo Solo
- Jesús Carroza
- Xavier Estévez ... Jefe Geos
- Juan Carlos Mangas ... Calígula
- Ricardo de Barreiro ... Julián

## Recepção

### Crítica
O filme foi recebido positivamente pela crítica, o site Sensacine reuniu um total de cinco críticas espanholas sobre ele, recebendo uma note média de 3,4 de 5. Por sua vez, o site Rotten Tomatoes reuniu um total de trinta críticas estadunidense sobre o filme, sendo 98% (29) positivas e recebendo um nota média de 7,5 de 10.

### Bilheteria
O filme alcançou o primeiro lugar em seu final de semana de estreia na Espanha, desbancando outro sucesso do cinema espanhol Ágora, de Alejandro Amenábar, que estava a quatro semanas no topo da lista. Conseguiu em sua estreia, entre os dias 6 e 8 de novembro, € 1.391.838 e 221.212 espectadores em 220 salas.
Desde sua estreia, em 6 de novembro de 2009, conseguiu arrecadar nos cinema espanhol em torno de € 12.876.475, atraindo mais de dois milhões de espectadores à salas de cinema (até março de 2010).

## Prêmios e indicações
Premios Goya 2010
| Categoria                  | Recipiente                                    | Resultado                   |
| -------------------------- | --------------------------------------------- | --------------------------- |
| Melhor filme               | Melhor filme                                  | Venceu[carece de fontes?]   |
| Melhor diretor             | Daniel Monzón                                 | Venceu[carece de fontes?]   |
| Melhor ator                | Luis Tosar                                    | Venceu[carece de fontes?]   |
| Melhor ator coadjuvante    | Carlos Bardem Antonio Resines                 | Indicado[carece de fontes?] |
| Melhor atriz coadjuvante   | Marta Etura                                   | Venceu[carece de fontes?]   |
| Melhor ator revelação      | Alberto Ammann                                | Venceu[carece de fontes?]   |
| Melhor roteiro adaptado    | Daniel Monzón Jorge Guerricaechevarría        | Venceu[carece de fontes?]   |
| Melhor trilha sonora       | Roque Baños                                   | Indicado[carece de fontes?] |
| Melhor fotografia          | Carles Gusi                                   | Indicado[carece de fontes?] |
| Melhor montagem            | Mapa Pastor                                   | Venceu[carece de fontes?]   |
| Melhor direção de arte     | Antón Laguna                                  | Indicado[carece de fontes?] |
| Melhor direção de produção | Alicia Tellería                               | Indicado[carece de fontes?] |
| Melhor maquiagem           | Raquel Fidalgo Inés Rodríguez                 | Indicado[carece de fontes?] |
| Melhor som                 | Sergio Burmann Jaime Fernández Carlos Faruolo | Venceu[carece de fontes?]   |
| Melhor efeitos especiais   | Raúl Romanillos Guillermo Orbé                | Indicado[carece de fontes?] |